# Fritz Ketz

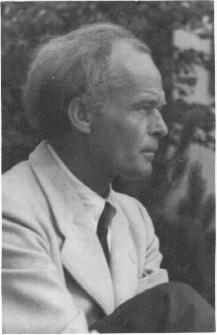
Fritz Ketz, um 1950

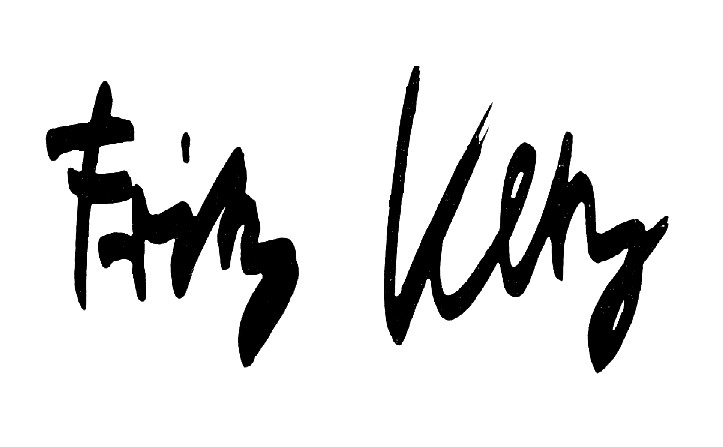
Signatur von Fritz Ketz

Fritz Ketz (eigentlich: Friedrich Adolf Ketz; * 12. Juni 1903 in Hamborn; † 15. Juli 1983 in Pfullingen) war ein deutscher Maler und Grafiker des Expressiven Realismus. Er war ein wichtiger Vertreter der Aquarellmalerei in der deutschen Kunst des 20. Jahrhunderts.

## Leben
Fritz Ketz wurde am 12. Juni 1903 in Hamborn als Sohn des aus Westpreußen zugezogenen späteren Zechenbeamten Hermann Ketz und der aus Herford in Westfalen stammenden Martha Ketz geboren. Als jüngstes von sieben Kindern zog er 1918 mit den Eltern nach Karrasch bei Deutsch-Eylau in Ostpreußen, der Heimat des Vaters (heute Karaś, bei Iława, Woiwodschaft Ermland-Masuren, Polen). Aus den wirtschaftlichen Verhältnissen der Eltern heraus war ein Kunststudium nicht möglich. So ging Ketz den Weg über das Militär, wo nach zwölfjähriger Verpflichtung Übergangsgebührnisse und -hilfen gezahlt wurden, die ein solches Studium möglich machten.

### Ausbildung
1920 verließ er als 17-Jähriger die Familie und trat in die Reichswehr ein, um dort, nach Absolvierung der 2-jährigen Grundausbildung in Marienburg in Westpreußen, als Militärzeichner seinem eigentlichen Ziel, Künstler zu werden, näher zu kommen. Nach mehreren Zwischenstationen in Ost- und Westpreußen, vornehmlich in Königsberg, sowie danach in Berlin wurde er 1929 in Ludwigsburg bei Stuttgart stationiert. In den letzten drei Jahren bis zu seiner Entlassung aus dem Wehrdienst 1932 nahm er bereits nebenbei Unterricht bei Malern des Stuttgarter Raumes und hospitierte an der Kunstgewerbeschule Stuttgart. Er nahm zudem Privatunterricht bei Wilhelm Blutbacher im Aktzeichnen und Bruno von Sanden im Kopfzeichnen.
Nach seinem Austritt aus der Reichswehr 1932 begann er mit dem Kunststudium an der Württ. Akademie der bildenden Künste in Stuttgart – damaliger Direktor war (kommissarisch 1932–38) Hans Spiegel – und ließ sich erst in Neckarweihingen bei Ludwigsburg, später in Stuttgart nieder. Seine Lehrer an der Kunstakademie waren u. a. Hans Spiegel, Alexander Eckener und Anton Kolig.

### Vorkriegs- und Kriegszeit
1933 heiratete Ketz Elisabeth Freiberger, die Ehe wurde 1941 wieder geschieden.
1934/35 erhielt er erste Einzelausstellungen in Stuttgart. Ein für die erste Große Deutsche Kunstausstellung 1937 im Münchener Haus der Kunst eingereichtes Bild wurde dagegen abgelehnt. 1938 nahm Ketz aber auch an Sammelausstellungen des Württembergischen Kunstvereins und des Künstlerbunds Stuttgart teil und konnte ein Freiatelier bei Professor Hans Spiegel beziehen.
Im Frühjahr 1938 unternahm Ketz zusammen mit seinem Malerkollegen Gustl (August) Illenberger eine Italienreise, unter anderem auch nach Venedig, auf der eine Vielzahl von Aquarellen, Zeichnungen und einige Ölbilder entstanden.
Ende der 1930er und Anfang der 1940er Jahre geriet Ketz als freier Künstler zunehmend in Widerspruch zum Nationalsozialismus. Es entstanden zeitkritische Arbeiten, unter anderem Tuschaquarelle und Zeichnungen, die er ständig versteckt halten musste. 1943  reiste Ketz zum letzten Mal nach Karrasch zu seiner Mutter – teilweise unter Lebensgefahr aufgrund des dort geführten Partisanenkrieges. Die Mutter starb auf der Flucht 1945. Nachdem konkurrierende Künstler 1944 bei der Gestapo seine kritischen Arbeiten und Äußerungen angezeigt hatten, vernichtete er selbst den Großteil der ihn gefährdenden Arbeiten, einen kleinen Rest trug er nur noch im Koffer bei sich, aus Angst vor Hausdurchsuchungen. Sie überstanden so das Dritte Reich und wurden nach 1945 mit einer Einführung von Jakob Witsch in dessen Reutlinger Buchhandlung veröffentlicht. Bei einem Luftangriff auf Stuttgart ging 1944 zudem fast das gesamte Frühwerk in Flammen auf, Ketz selbst überlebte nur durch Zufall. Ketz musste sich versteckt halten. Mit Hilfe einiger Stuttgarter Freunde und des Schweizer Architekten Attilio Calegari konnte er untertauchen und wurde durch Vermittlung der befreundeten Pfullinger Familie Scholkmann auf dem Traifelberg nahe Schloss Lichtenstein auf der Schwäbischen Alb illegal untergebracht, wo er auch das Kriegsende erlebte. Versorgt wurde er heimlich von Bauern und Bewohnern der Umgebung.
In der Ausstellung „Das Kunstmuseum Stuttgart im Nationalsozialismus. Der Traum vom Museum »schwäbischer« Kunst“, 2020 im Stuttgarter Kunstmuseum, war Fritz Ketz mit einem Landschaftsbild und einem Porträt eines Mädchens in BDM-Uniform vertreten (in der Ausstellung und im Inventar des Museums betitelt „BDM-Mädel“, der ursprüngliche Titel bzw. der Name des porträtierten Mädchens werden nicht genannt oder sind nicht mehr bekannt). Der Kurator der Ausstellung Kai Artinger äußerte im Katalog zur Ausstellung die Ansicht, dass die Bilder und ihr Erwerb durch das Museum während des Nationalsozialismus zumindest Fragen aufwürfen zur Haltung des Künstlers zum Nationalsozialismus.
Tatsächlich war Fritz Ketz Mitglied der „Reichskammer der bildenden Künste“ (Mitgliedsnummer 12767), wie alle Künstler, die in Deutschland tätig bleiben wollten. Für eine auch nur zeitweise ideologische Nähe zum Faschismus konnten bisher jedoch außer dieser Zwangsmitgliedschaft in der Reichskammer, sowie der Tatsache, dass er zumindest noch bis 1943 auch ausstellen und verkaufen konnte, keine konkreten Hinweise aufgezeigt werden.
Umgekehrt verfolgte ihn jedoch der Vorwurf sog. „kommunistischer Umtriebe“ noch in der unmittelbaren Nachkriegszeit aufgrund einer Anzeige bei den amerikanischen Besatzungsbehörden durch denselben Künstler, der ihn bereits während des Krieges bei der Gestapo denunziert hatte.

### Nachkriegszeit
Nach dem Krieg durfte Ketz mehrere Jahre – bis zum Bau seines eigenen Ateliers 1953 – Wohn- und Atelierräume auf dem von Theodor Fischer 1904 für Louis Laiblin erbauten schlossartigen „Erlenhof“ beziehen, der bereits 1906–1907 Domizil einer von Laiblin ins Leben gerufenen Künstlerkolonie gewesen war.
Aus dem Sommer 1948 stammt ein Zyklus von Zeichnungen und kleinformatigen Aquarellskizzen, die den damaligen Zustand des Erlenhofes dokumentieren.
1953 baute sich Ketz weitgehend eigenhändig – nach Plänen seines Freundes Calegari – ein Atelierhaus in der Nachbarschaft des Erlenhofes, das er 1972 erweiterte und in dem er bis zu seinem Tod 1983 lebte und arbeitete.
Berufungen auf Professuren an die Staatliche Akademie der Bildenden Künste Karlsruhe, Hochschule für Bildende Künste Dresden oder auch Toronto (Kanada) Anfang der 1950er Jahre lehnte er ab.

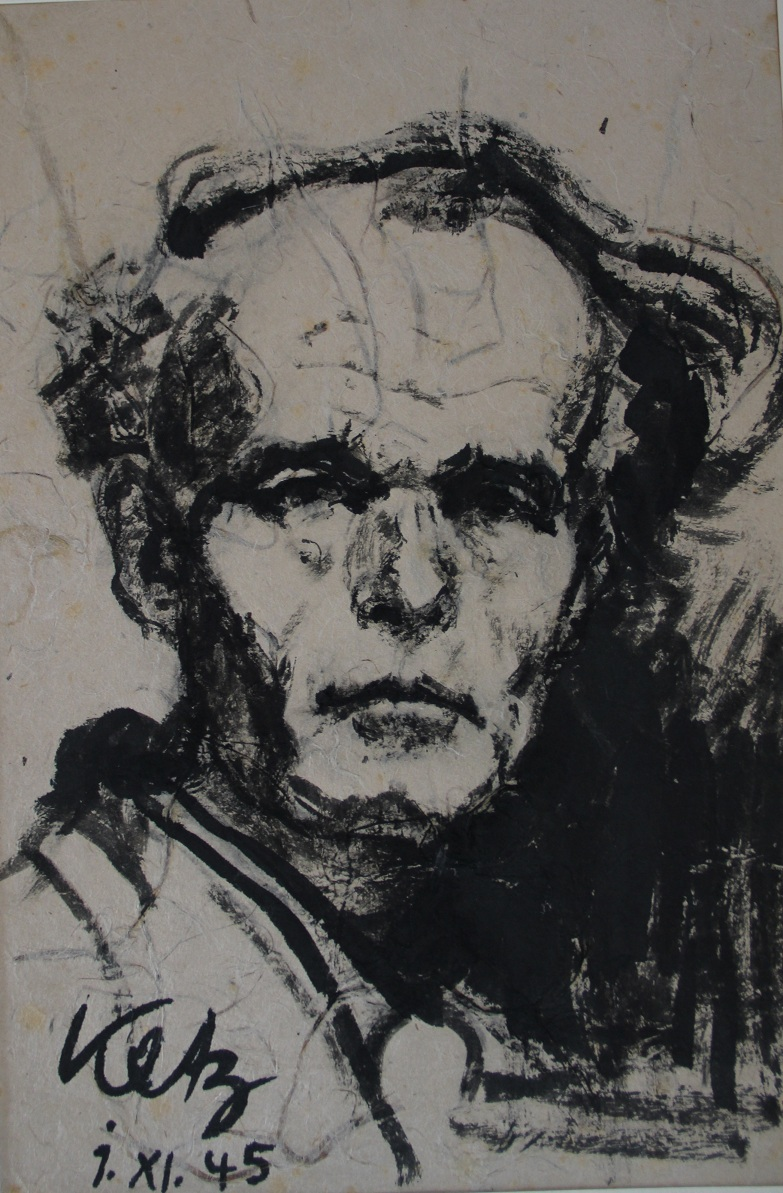
Selbst, 1. November 1945

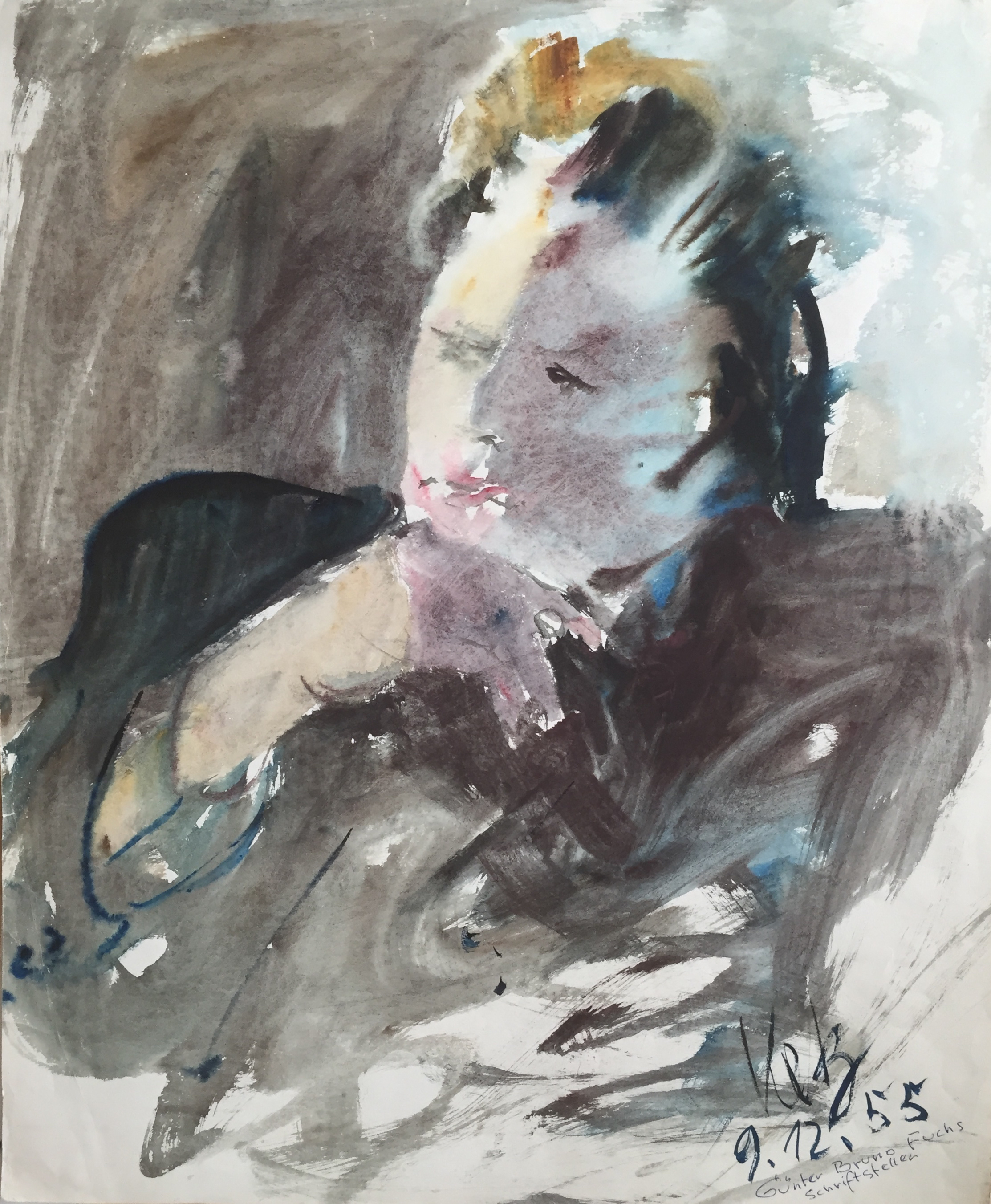
Günter Bruno Fuchs, 1955

Auch während der Nachkriegszeit und noch weit in die 1950er Jahre hinein war Ketz in hohem Maße abhängig von Zuwendungen von Freunden, unter ihnen auch der Kunsthistoriker Rainer Hartmann und seine Familie, oder auch von den in der Umgebung des Ateliers lebenden Bauern. Farben und große Mengen Zeichenpapiere erhielt er z. B. meist von einem Papierfabrikanten geschenkt.
Häufig erhielt er Naturalien für die Überlassung von Zeichnungen oder Bildern. Heute noch befinden sich Bilder von Ketz als Beispiele dieses unmittelbaren „Mäzenatentums“ auf Bauernhöfen um Pfullingen oder in Gasthöfen. So verfügt der „Schwanen“ in Metzingen über eine „Ketzstube“ mit mehreren Aquarellen.
Das Haus des Malers hatte lediglich einen Brunnen und bis in die 1970er Jahre keinen öffentlichen Strom- oder Wasseranschluss. Strom erzeugte Ketz mit einem Generator. Auch errichtete er sich eine Sternwarte, und Astronomie wurde seine besondere Leidenschaft. 1950 und 1952 führten ihn Reisen ins Ruhrgebiet; dort entstanden zahlreiche Zeichnungen und Aquarelle aus dem Arbeitsleben in den Häfen und Zechen (u. a. in Duisburg und Dortmund). Zu den dort geknüpften Kontakten gehörte auch der zu dem bedeutenden evangelischen Theologen, Sozialpädagogen und Sozialethiker Friedrich Siegmund-Schultze.

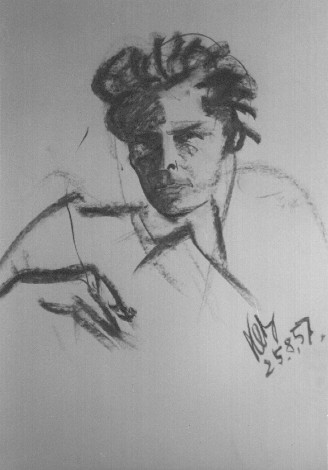
Martin Gregor-Dellin 25.8.57

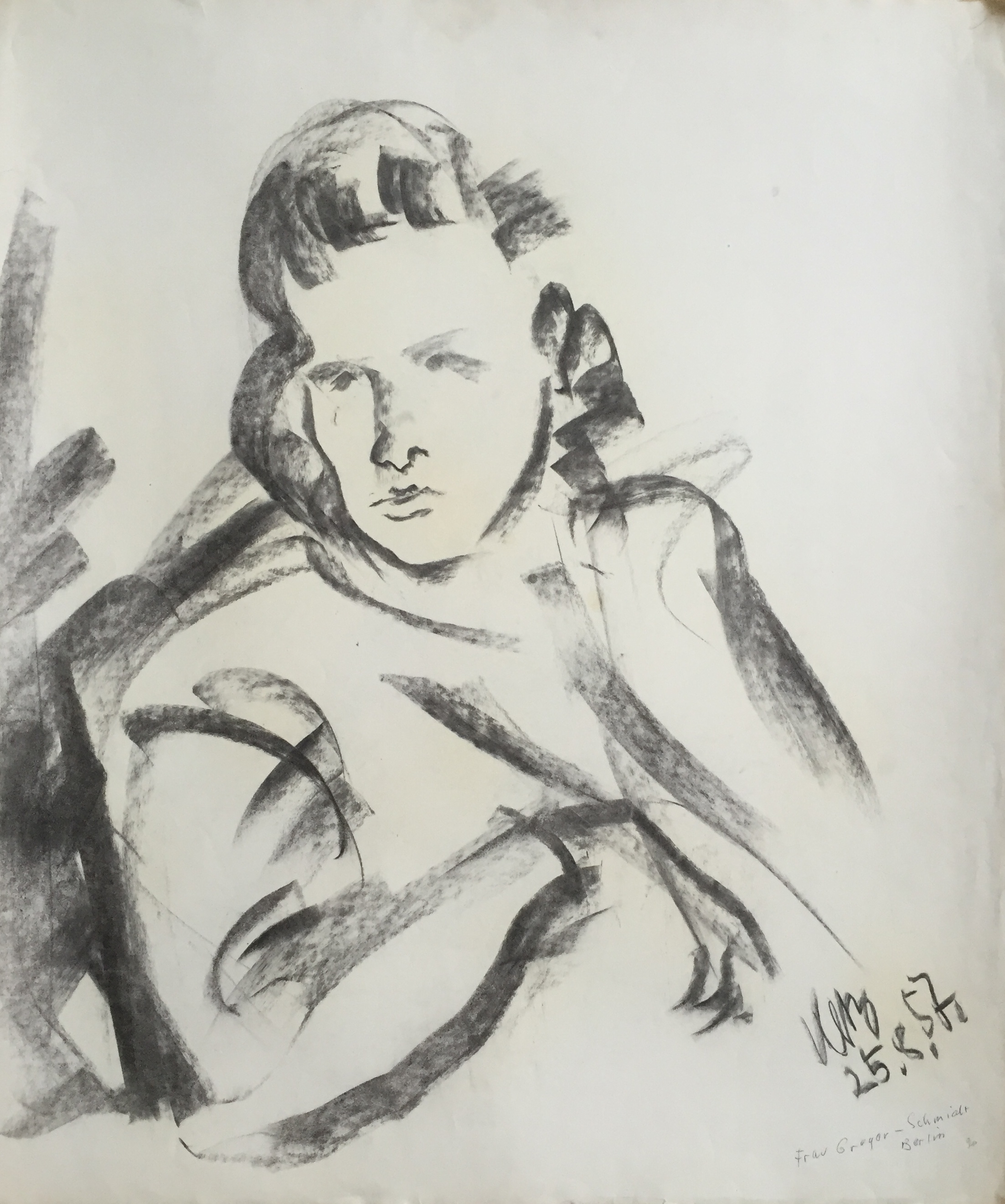
Frau Gregor-Schmidt, Ehefrau von Martin Gregor-Dellin, 25.8.57

Um 1953 stieß Ketz zur Telegramm-Gruppe in Reutlingen, die 1952 durch die Schriftsteller Günter Bruno Fuchs („GBF“), Richard Salis und den Maler Winand Victor gegründet worden war zur Herausgabe literarisch-künstlerischer Flugblätter, der „telegramme“. Die Zeitschrift, eine Synthese von Literatur und bildender Kunst, gab bis 1958 „chiffrierte Nachrichten“ gegen Gewalt und Krieg heraus, zu denen auch Ketz Illustrationen beitrug (u. a. in den telegrammen 5, 9 und 10). Als weitere Mitglieder kamen u. a. die Autoren Dietrich Kirsch, Werner Dohm, Willy Leygraf, Kurt Leonhard, Rudolf Paul, der Musiker und Komponist Walther Hecklinger hinzu. Verbunden mit der Gruppe war auch Martin Gregor-Dellin. Viele junge Autoren wie Peter Härtling, Helmut Heißenbüttel, Heinz Piontek, Johannes Poethen und Oliver Storz kamen in den 15 erschienenen Nummern der „telegramme“ zu Wort.
Zu den Förderern der „telegramme“ gehörten u. a. Martin Buber (Jerusalem) und Hermann Hesse (Montagnola). Buber schrieb den Herausgebern:
„Sie dürfen jetzt und immer meines aufmerksamen Betrachtens und Lesens gewiss sein …“
Und Hesse:
„Zu den Gefahren, die zu bekämpfen sind, gehört unter andern auch die Kriegsangst […] Dieser Angst […] überall entgegenzutreten […] gehört zu den Pflichten derer, die guten Willens sind.“
In Pfullingen wurde 1951 auch der Günter Neske Verlag gegründet (seit 1993 vom Verlag Klett-Cotta übernommen), der für Literatur, Kunst und Philosophie der jungen Bundesrepublik zu einem wichtigen Forum wurde, und zu dem auch Fritz Ketz Kontakt hatte.

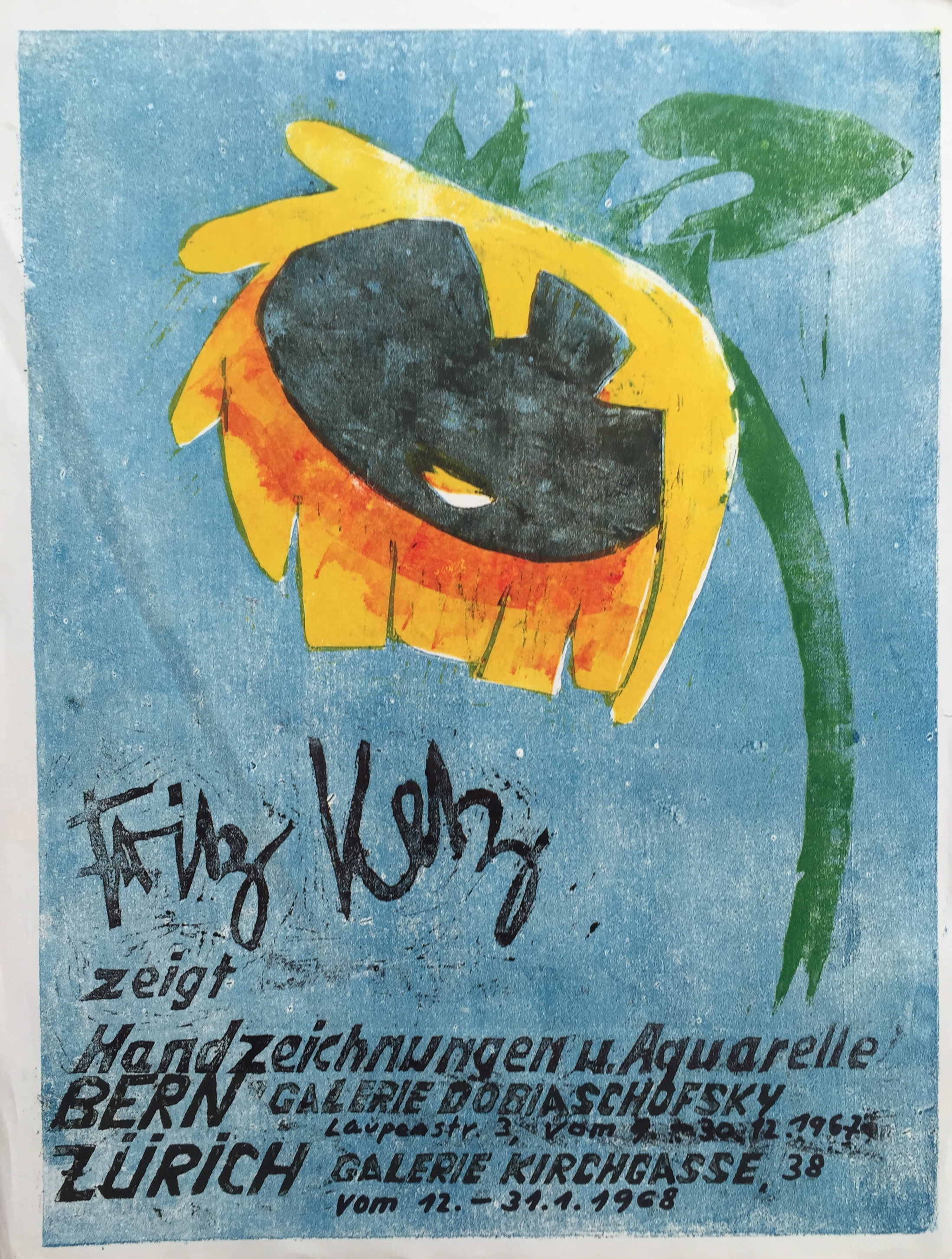
Ausstellungsplakat Galerie Dobiaschowsky, Bern, und Galerie Kirchgasse, Zürich, 1968, von einem Hartfaserschnitt handgedruckt

Weitere Reisen führten Ketz in den 1950er und 1960er Jahren nach Hamburg, in die Schweiz (wo mehrere Ausstellungen in Zürich und Bern, z. B. in der Galerie Dobiaschowsky, stattfanden) und nach Holland, 1960 in die Lüneburger Heide, 1972 nach Dänemark und 1975 nach Schweden. Es entstanden jeweils umfangreiche Serien von Landschafts- und Industriebildern und -zeichnungen.

## Werk (Auswahl)

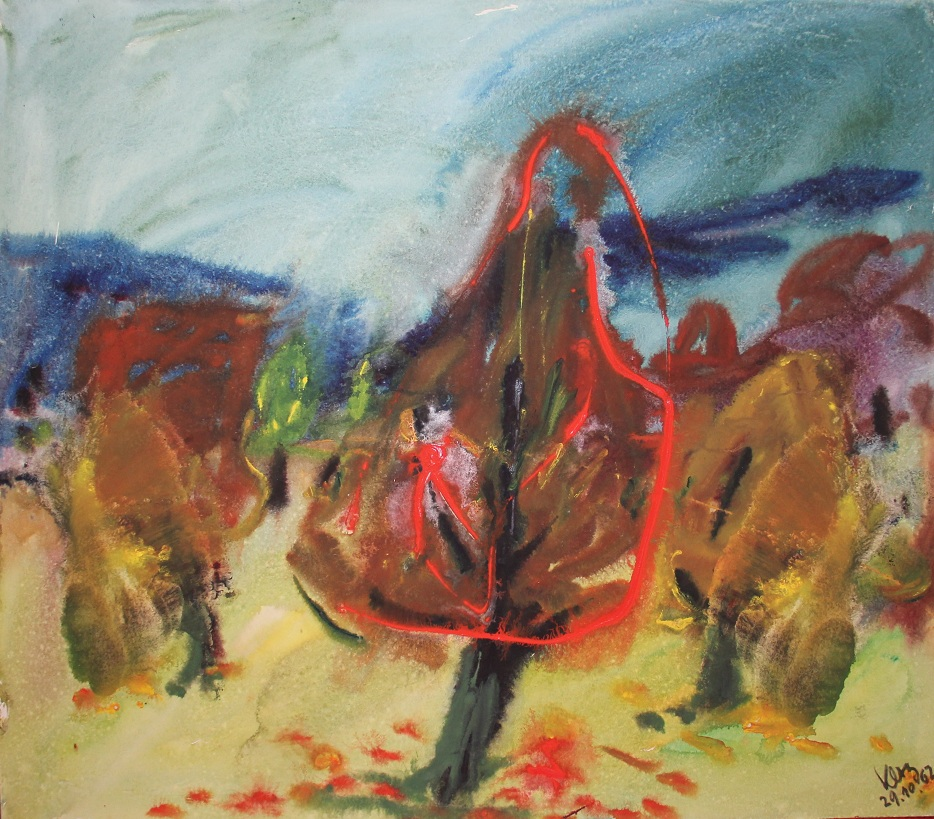
Herbstbäume, 29. Oktober 1962

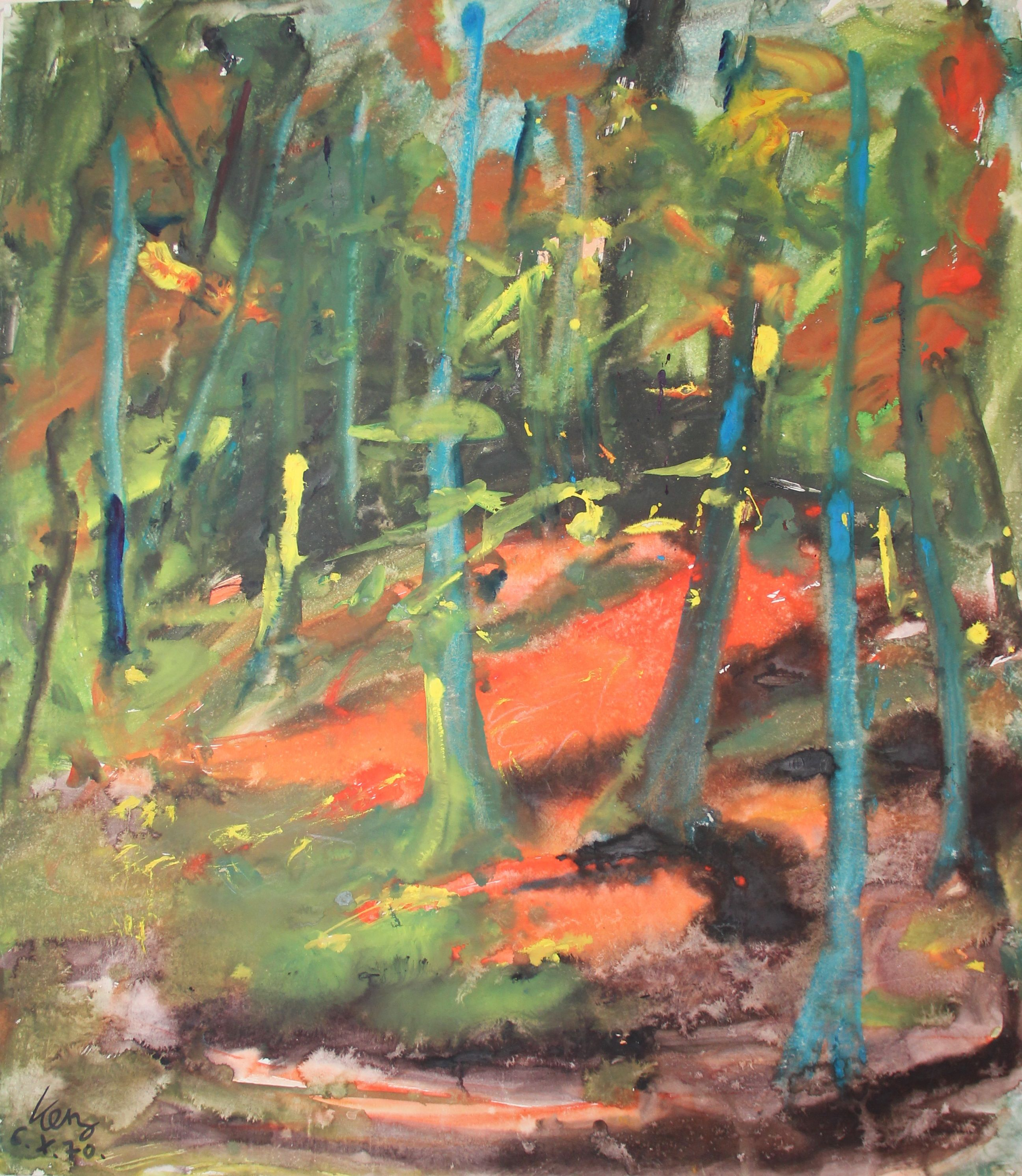
Wald, Aquarell, 6. Oktober 1970

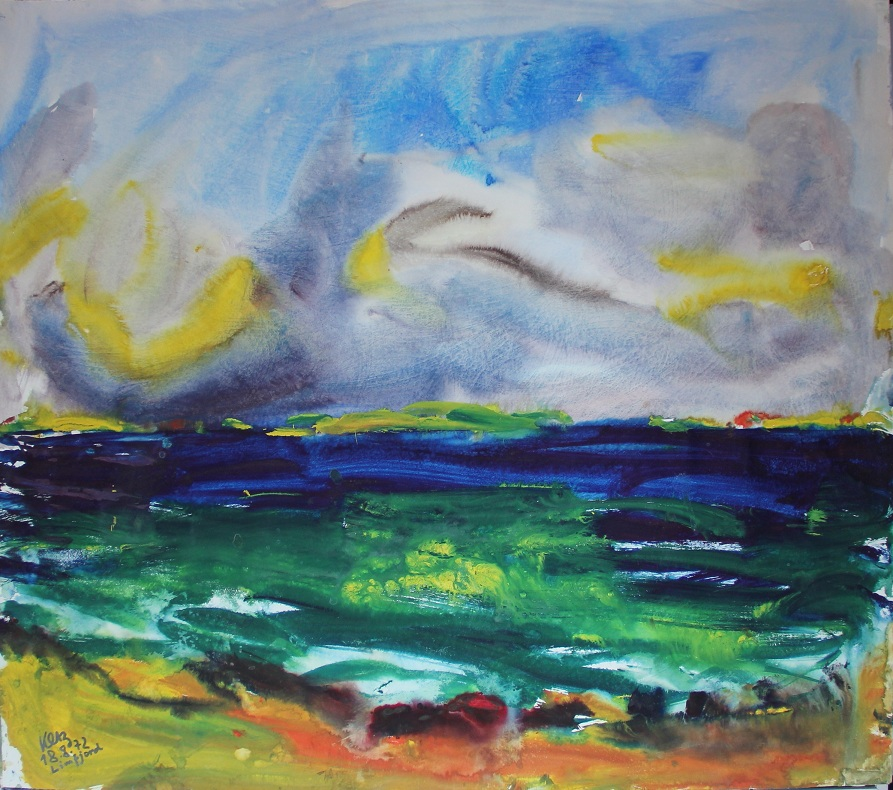
Dänemark Limfjord, 18. August 1972

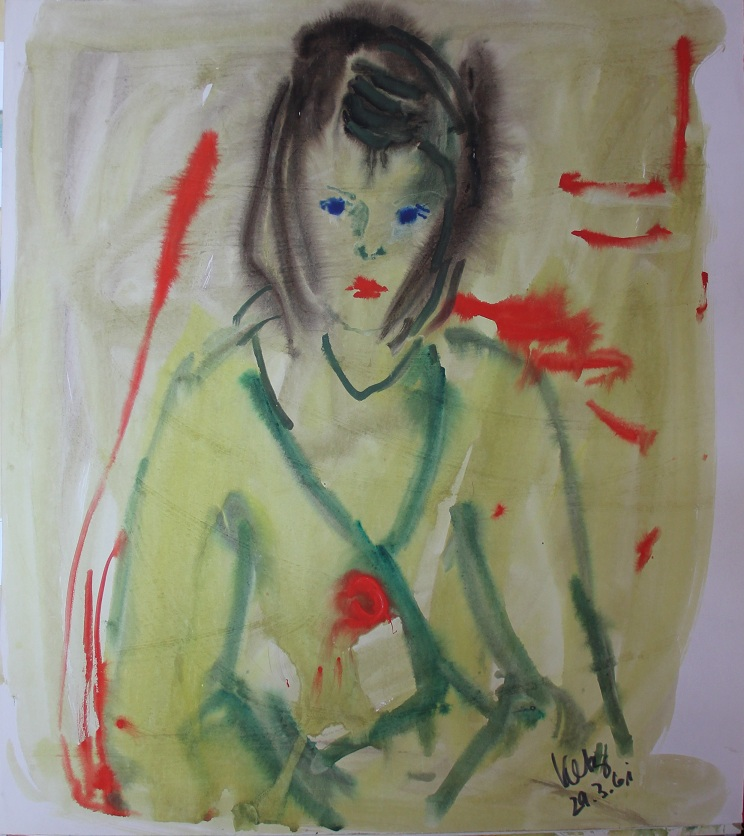
Mädchen, 29. März 1961

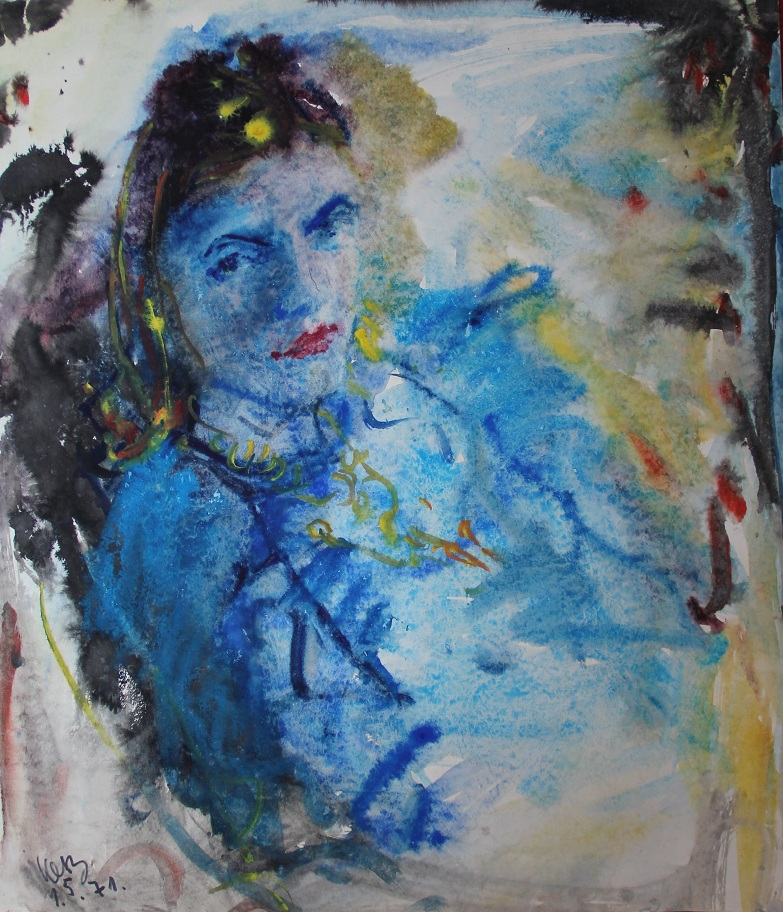
Frau in Blau, 1. Mai 1971

Die erste Veröffentlichung von Ketz’schen Arbeiten nach dem Krieg war die Herausgabe der Mappe Gestalten und Bilder 1947 durch den Verlag Jakob Witsch, Reutlingen, mit 8 Reproduktionen geretteter Tuschaquarelle aus der Kriegszeit. In ihnen hatte er der Verzweiflung und dem Elend vieler Verlorener Ausdruck verliehen: deportierter Juden, ins Feld ziehender Soldaten, der Mütter gefallener Söhne oder auch eines Partisanenjungen.
Der Kunsthistoriker und Kritiker Otto Gillen schrieb einen Essay über diese Bilder. Eine dieser Arbeiten (Der Richter, 1945) befindet sich heute im Besitz des Deutschen Historischen Museums in Berlin.
Schon früh setzte sich Ketz intensiv mit dem Aquarell auseinander, der Technik, die neben der Zeichnung seinem ungestümen bildnerischen Temperament am meisten entgegenkam. Ketz ganze Leidenschaft galt immer der Erfassung des erlebbaren oder zu erleidenden Augenblicks, unabhängig vom jeweiligen Motiv. So tragen seine Bilder in der Regel auch keine Titel, sondern außer der Signatur nur das meist tagesgenaue Datum. Seine bevorzugten Themen wurden nach dem Krieg im Medium der Tuschzeichnung die Arbeit der schwäbischen Bauern, sowie im Aquarell in zunehmend starken Farben die Landschaft der Alb, ihre Jahreszeiten und vor allem die Blumen der seinem Atelier benachbarten Landschaftsgärtnerei.
Außerdem entstanden aber auch Bilder von Industriearbeitern im Ruhrgebiet und religiöse Arbeiten, unter anderen 1946–48 ein großer Passionszyklus in Tuschaquarellen, eine düstere Klage, gespensterhaft hingehuscht, wie Werner Steinberg 1945 Schwarz-Weiß-Arbeiten von Ketz aus der Kriegszeit charakterisiert hatte.
Tuschaquarelle „Passion“ (1946–48) (Auswahl)

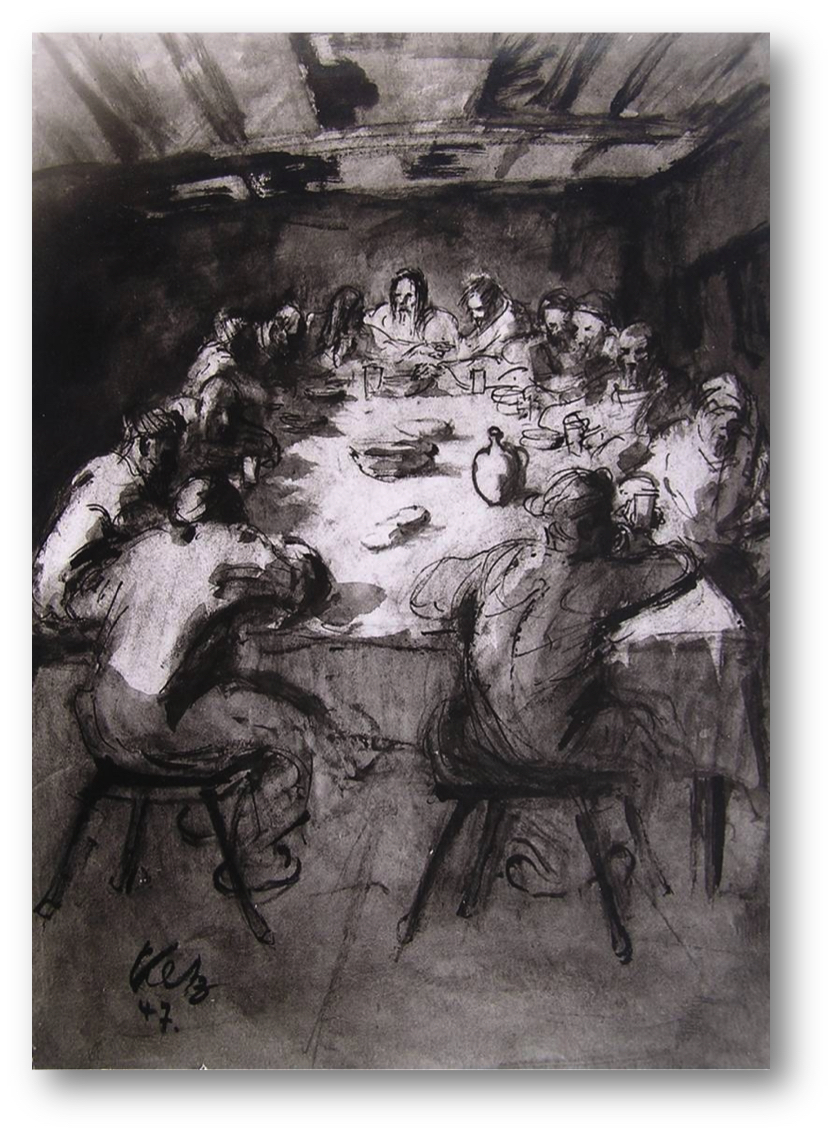
Abendmahl, 1947
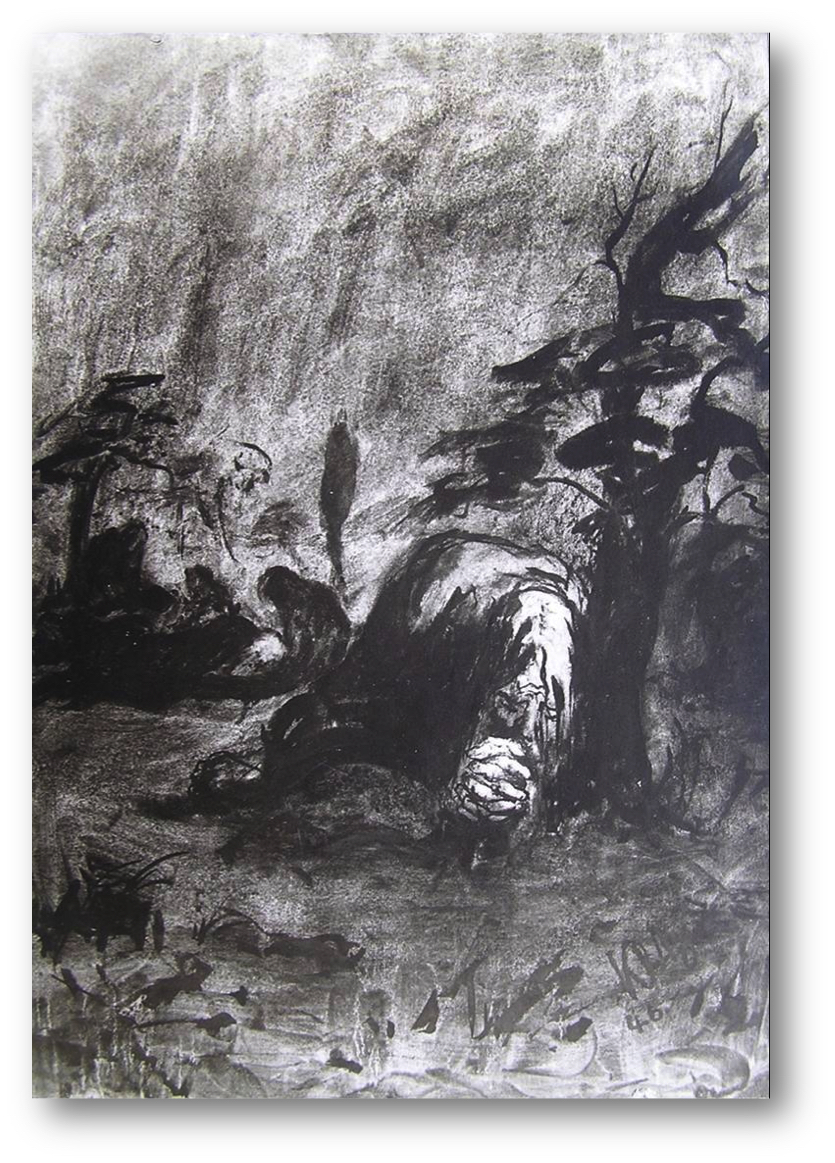
Christus am Ölberg, 1946
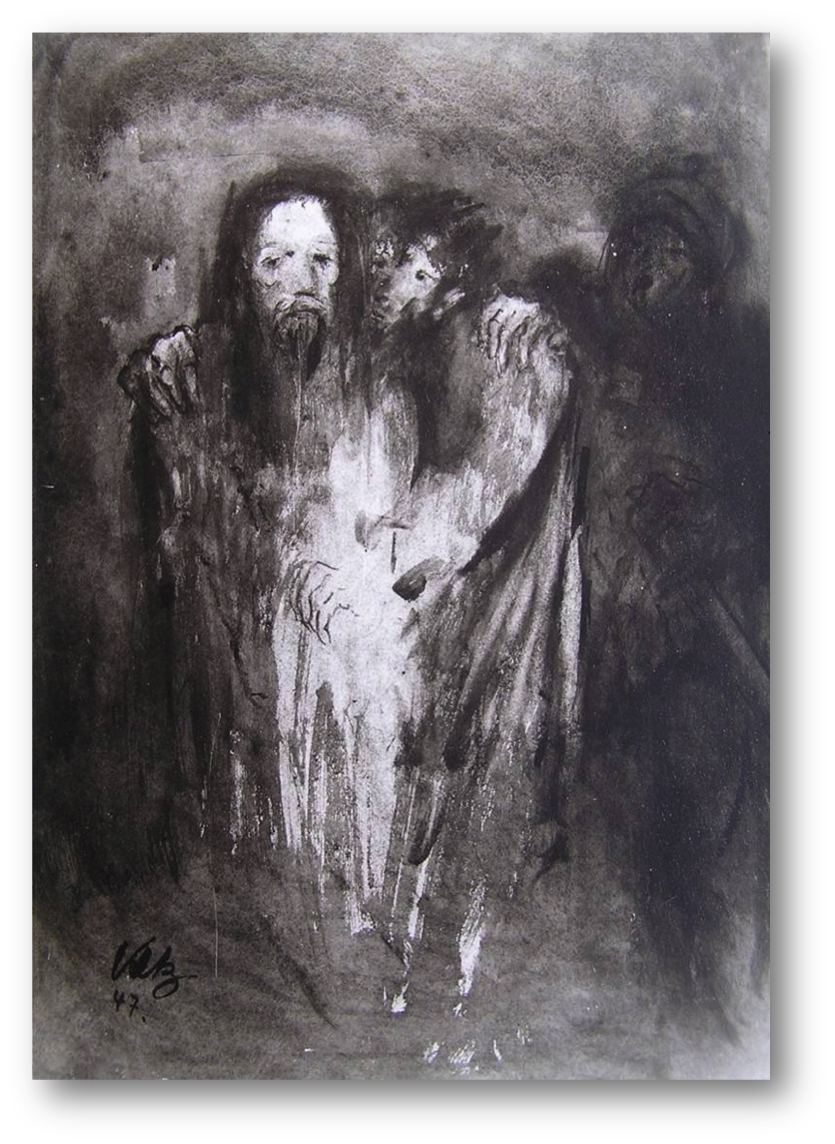
Judaskuss, 1947
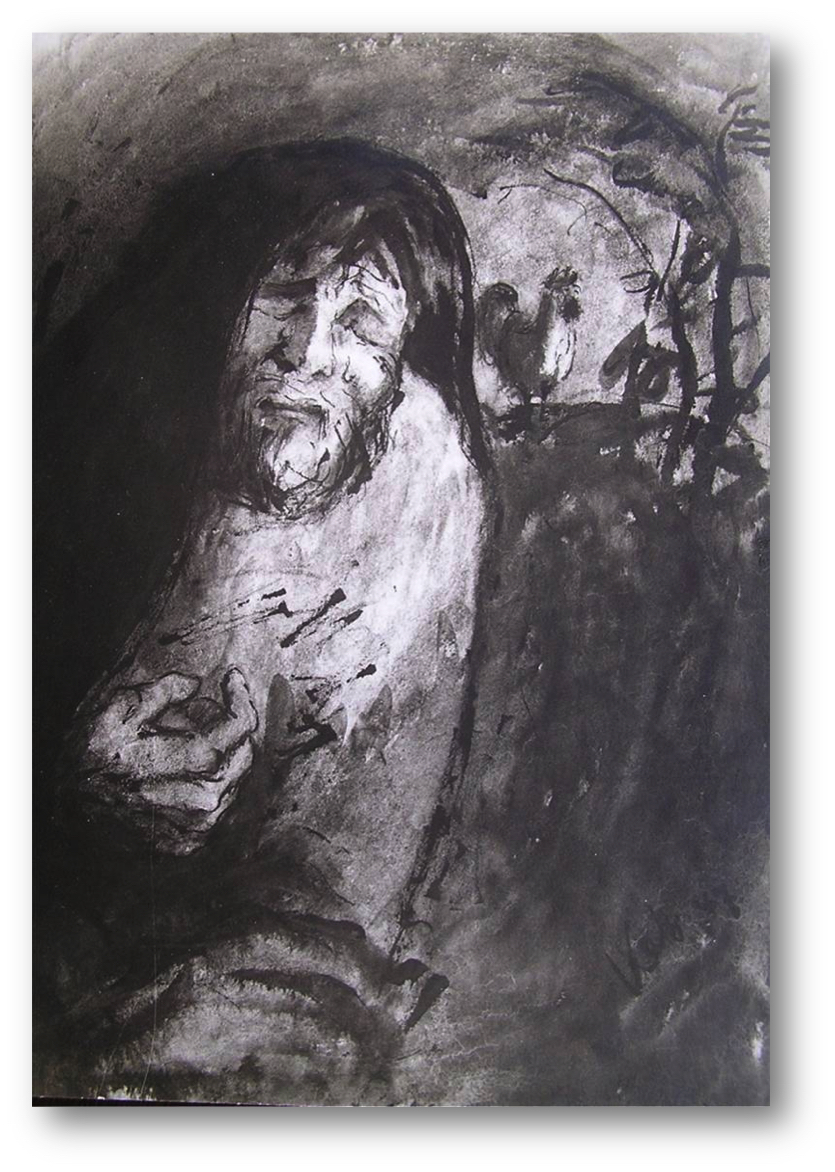
Verleugnung des Petrus, 1947
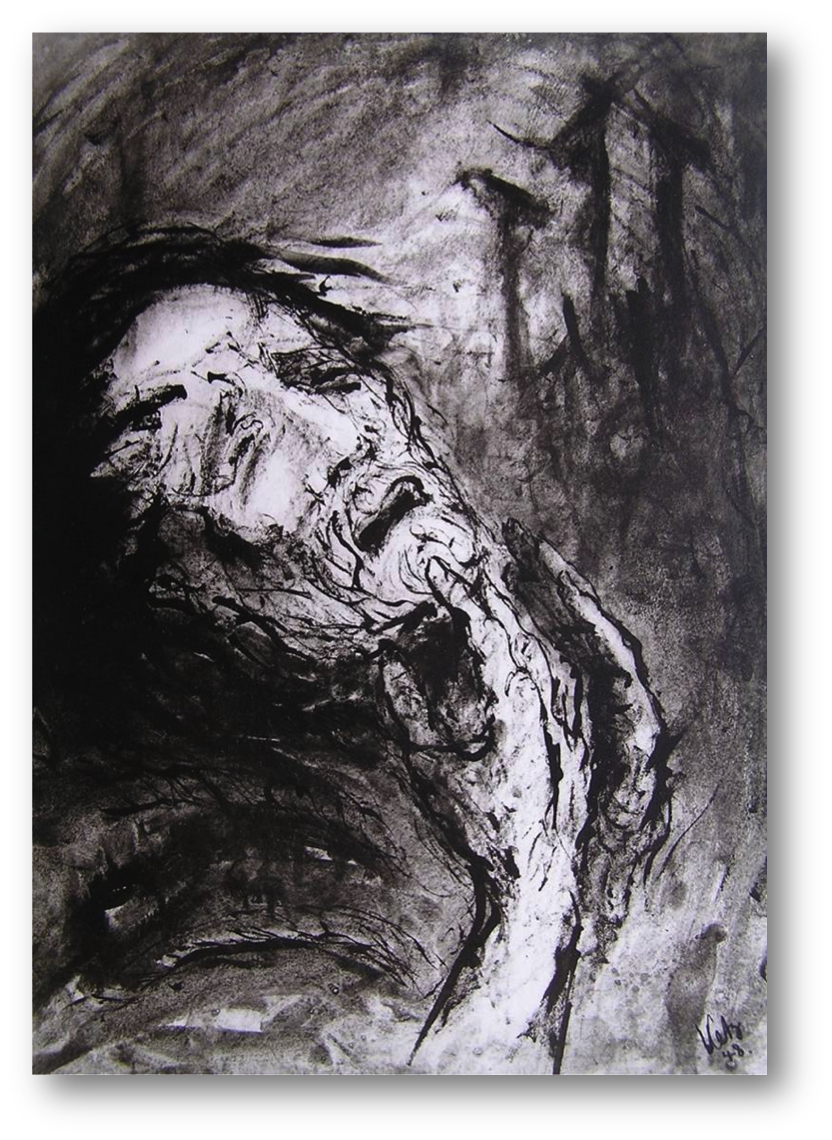
Reue des Judas, 1948
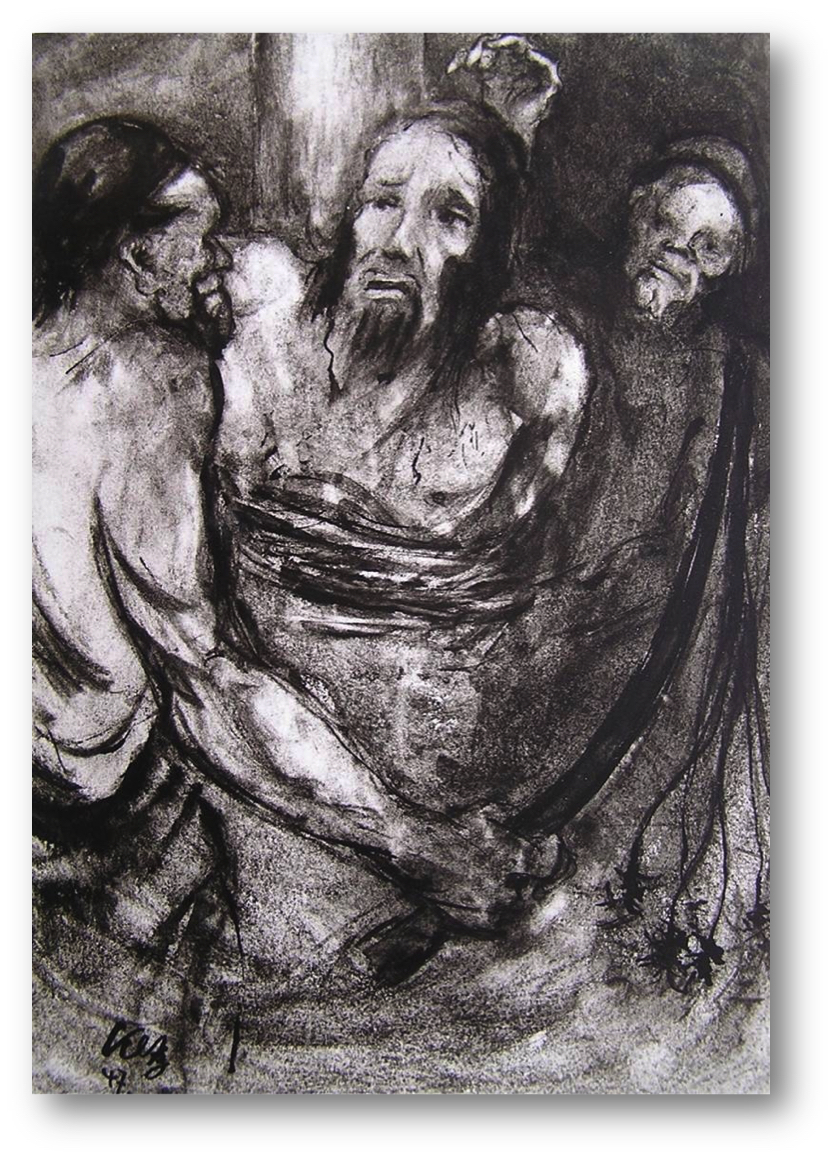
Geißelung, 1947
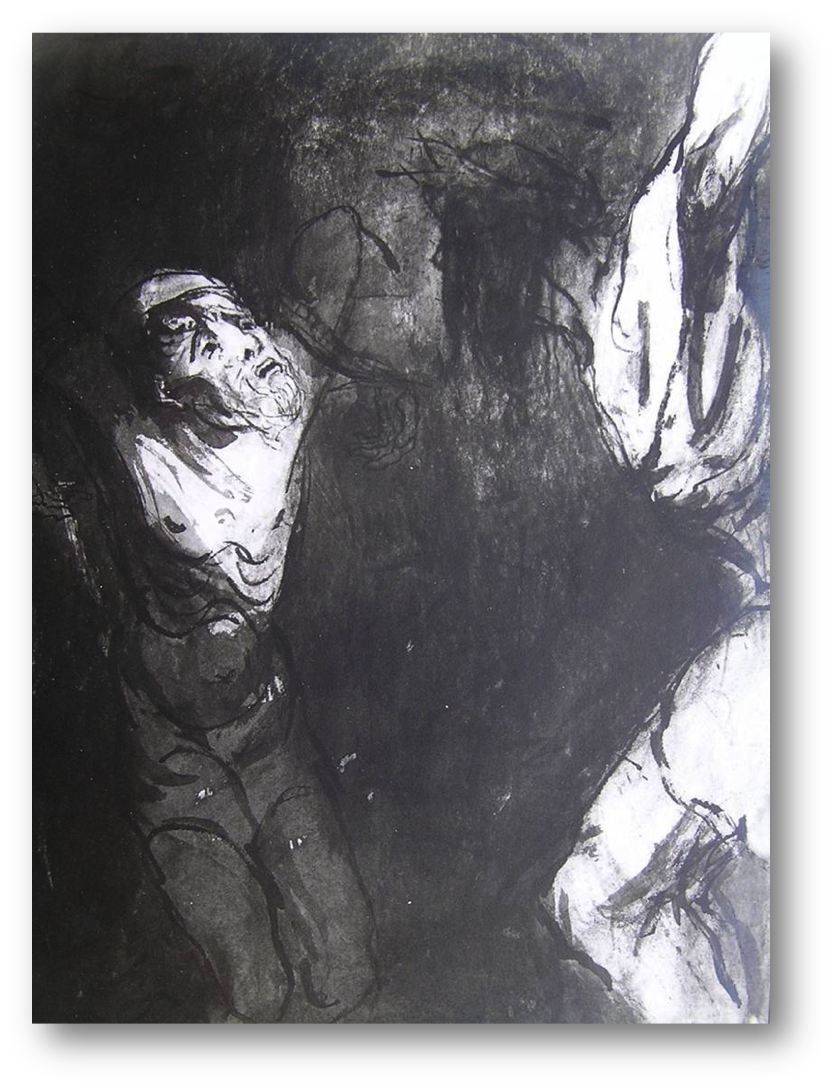
Jesus und der gute Schächer, 1947
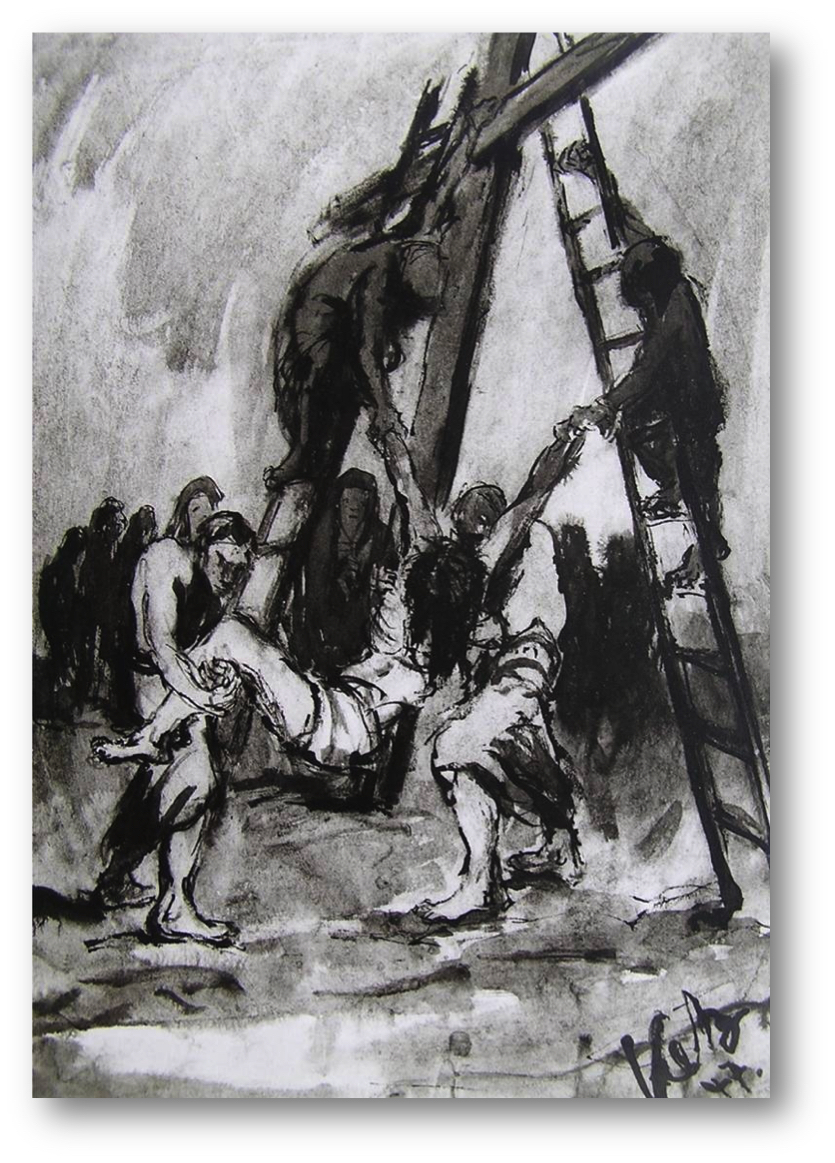
Kreuzabnahme, 1947

Aus zarten eher kleinformatigen Aquarellen der 1940er Jahre befreite sich Ketz in den 1950er Jahren regelrecht in diesem Medium durch immer größere Formate, stark gestische Pinselführung und zunehmende Dichte der Farbsetzung, mit der er Ausdrucksmöglichkeiten und Kraft des Aquarells an die der Ölmalerei heranführte. Ketz fand so Ende der 50er Jahre im Aquarell zu einem, seinem dynamischen Malduktus angemessenen Format von ca. 70 × 80 cm, in dem danach die meisten Aquarelle und auch Ölbilder entstanden.
Er aquarellierte fast immer in einer Mischung der verschiedenen Aquarelltechniken, wobei er meist festes Zeichenpapier verwendete, das er zuvor mit einer Drahtbürste und Schmirgelpapier in großen Schwüngen aufraute, damit die Farbe Halt fand und die Nässe einziehen konnte. Eine Vorzeichnung gab es nicht mehr. Ketz malte seine Motive immer vor Ort, d. h. außer den Porträts entstanden so gut wie alle Bilder und Zeichnungen im Freien, bei jeder Witterung. So gibt es Bilder, auf denen Regentropfen oder Sand von Dünen ihre Spuren hinterließen, oder auch Frostspuren in Form von Eisblumen bei den Winteraquarellen, die Ketz dann tagelang im Freien durch Ausfrieren trocknen lassen musste, damit im Atelier die gefrorene Farbe durch Auftauen nicht wieder verlief. So überlagerten sich nicht nur Farben, sondern auch Strukturen ganz unterschiedlicher sowohl künstlicher wie natürlicher Herkunft im Malprozess.
Diese Plein-Air-Malerei zwang ihn zu einem hohen Maltempo. In schneller Folge entstanden so vor dem gleichen Motiv häufig ganze Serien von Aquarellen. Diese nahm Ketz dann mit zurück in sein Atelier, besah sie sich oft tagelang kritisch, um dann eine große Anzahl zu verbrennen, bis nur die seiner Meinung nach gelungensten übrig blieben.
Der in der Tuschzeichnung aufscheinende Pinselstrich findet sich in ähnlicher Form, vom breiteren Aquarellpinsel oder auch dem dünnen Pinselstiel übernommen, in den großformatigen Aquarellen wieder. In ihnen vereinigte Ketz alle denkbaren Valeurs der Techniken Zeichnung, Ölmalerei und Aquarellistik zu Farb- und Form-Chiffren von Landschaft, Blume, Mensch oder Tier, Wald oder auch Winter.
Um 1960 begann er einen eher schreibenden Duktus in den Aquarellen zu entwickeln. Sowohl die Motive als auch die Bildgründe sind mit kraftvollen, breiten Strichen gestaltet, die Farben oft hart und pastös nebeneinander gesetzt oder aufeinander geschichtet. Durch die Verwendung sehr trocken gehaltener Farbe neben oder auf fließenden, wasserreichen Partien setzte er typisch zeichnerische Chiffren. Die Darstellung der Motive blieb zwar der Anschauung verhaftet, gestaltete sie aber zu Farb- und Form-Zeichen auf einem hochgradig abstrahierten Farbgrund.

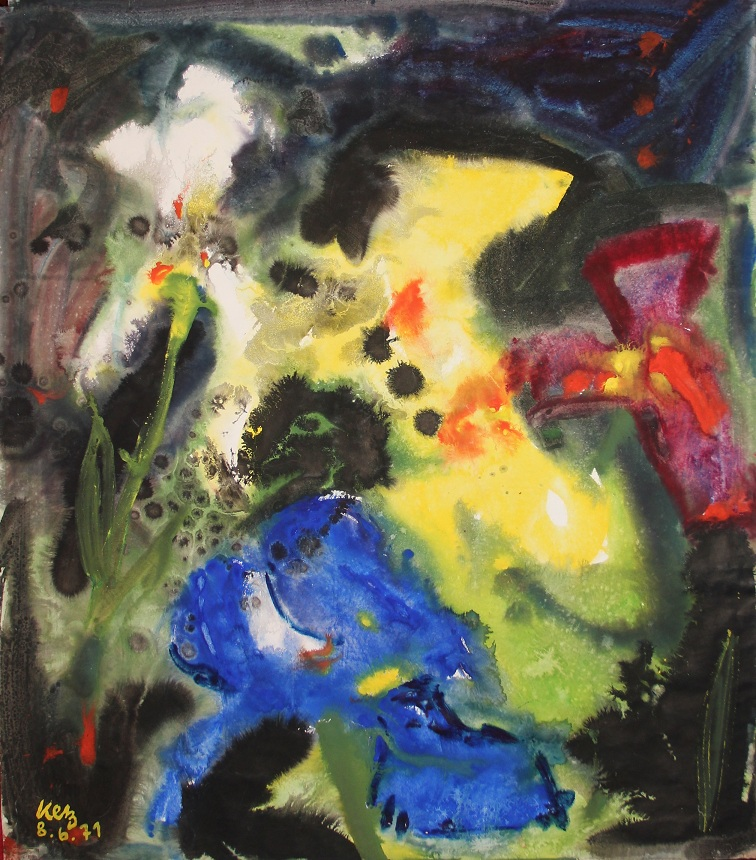
Iris, 8. Juni 1971

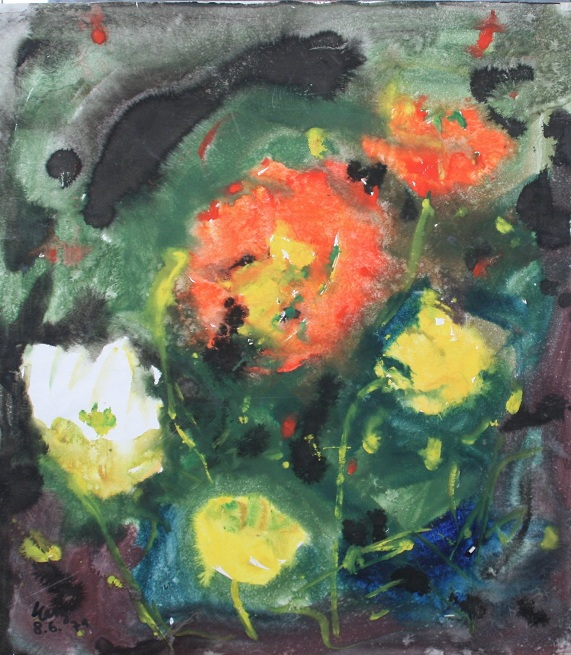
Mohn, 8. Juni 1971

In den Rand- und Eckpartien der Bilder verselbständigt sich dieser Grund, entwickelt eigene Bild- und Kraftfelder. Die Bildgründe sind tachistische Tableaus, der Art brut oder dem Action Painting nahestehend, in denen Ketz seine Zeitgenossenschaft zum Informel der Nachkriegskunst erkennen ließ, sie folgen einem „Prinzip der Formlosigkeit“ im „Spannungsfeld von Formauflösung und Formwerdung“.

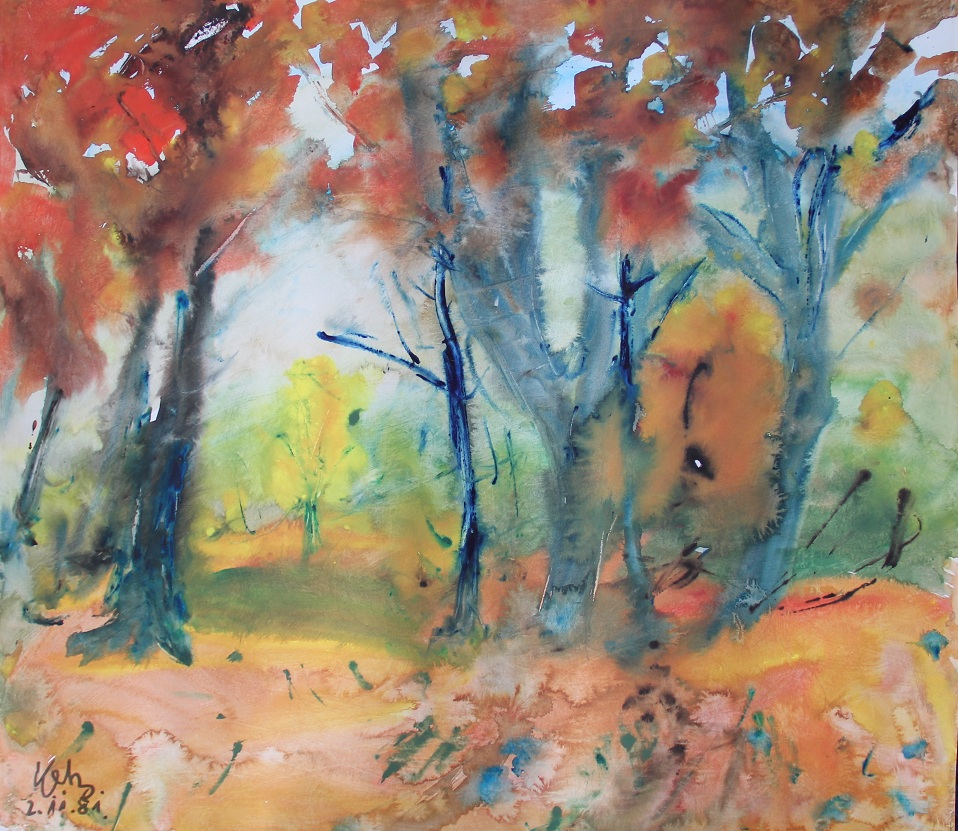
Herbst, 2. November 1981

Um 1970 wurden die konkreten Motive dann immer mehr Teil ihres Grundes, entwachsen ihm oder treten in ihn ein, oder sie setzen einen schweren Kontrapunkt.
Entgegen der ersten oft plakativen Anmutung der vordergründigen Motive erzählen die Bilder Farb- und Form-Mythen.
Auch für sie gilt der Satz Ernst Ludwig Kirchners: „Es ist deshalb nicht richtig, meine Bilder mit dem Maßstab der naturgetreuen Richtigkeit zu beurteilen, denn sie sind keine Abbildungen bestimmter Dinge oder Wesen, sondern selbständige Organismen aus Linien, Flächen und Farben, die Naturformen nur soweit enthalten, als sie als Schlüssel zum Verständnis notwendig sind. Meine Bilder sind Gleichnisse, nicht Abbildungen. Formen und Farben sind nicht an sich schön, sondern die, welche durch seelisches Wollen hervorgebracht sind. Es ist etwas Geheimes, was hinter den Menschen und Dingen und hinter den Farben und Rahmen liegt, und das verbindet alles wieder mit dem Leben und der sinnfälligen Erscheinung, das ist das Schöne, das ich suche …“ - Ernst Ludwig Kirchner
Ketz interessierte sich kaum für formale Aspekte von Farb- oder Formkonstruktion, auch wenn er diese sehr wohl genau studiert hatte: die Bilder seiner Lehrer an der Stuttgarter Akademie sind stark davon geprägt, teilweise auch seine eigenen frühen Bilder, soweit dies aus den wenigen erhaltenen Beispielen zu ersehen ist. Aber die Bilder, insbesondere die Zeichnungen und Aquarelle, seiner reifen Zeit seit Ende der 1940er Jahre rückten stattdessen einen Aspekt von Ausschließlichkeit der unmittelbaren Betroffenheit des Malers durch die Konfrontation mit dem Sujet in den Mittelpunkt der Darstellung.
Dies mag auch mit ein Grund dafür sein, dass in den Aquarellen von Landschaft oder Blumen, anders als in den Zeichnungen, so gut wie nie Menschen erscheinen. Ketz verbannte sie mit derselben romantischen Radikalität und Konsequenz aus diesen Fruchtbarkeits-Chiffren, wie Caspar David Friedrich sie 150 Jahre zuvor zu Rückenfiguren und Betrachtern seiner Ewigkeitspanoramen bestimmt hatte.

## Nachlass und Nachlassverwaltung
Der Nachlass von Fritz Ketz wird nunmehr von seinem Sohn Jörn-Uwe Droemann verwaltet. Große Teile des umfangreichen Nachlasses an Aquarellen, Ölbildern, Zeichnungen und Graphiken wurden auch durch die Galerie Schlichtenmaier, Stuttgart und Dätzingen, katalogisiert und inventarisiert.

## Ausstellungen / Ausstellungsbeteiligungen (Auswahl)
- 1934/35 Erste Einzelausstellungen in Stuttgart
- 1938
  - Januarausstellung des Württembergischen Kunstvereins in Stuttgart
  - Frühjahrsausstellung des Künstlerbunds Stuttgart
- 1939
  - Württembergischer Kunstverein
  - Ausstellung des Württembergischen Künstlerbundes im Kunstverein Stuttgart
- 1942 Kunsthaus Schaller, Stuttgart
- 1943
  - Ulmer Kunstverein
  - Ausstellung Stuttgarter Künstler, Kunsthalle Mülhausen/Elsass
- 1946 Einzelausstellung im Reutlinger Heimatmuseum
- 1949 Staatsgalerie Stuttgart, Einzelausstellung zusammen mit Hans Molfenter
- 1952 und 1953 Spendhaus Reutlingen, u. a. zusammen mit Gisela Bär, Margherita Böhringer, Ilse und Robert-Heinrich Nachbauer, Rika Unger, Martin Seitz
- 1956 Ausstellung der „telegramm-Gruppe“, Kunstpavillon des Alten Botanischen Gartens in München, veranstaltet vom Schutzverband bildender Künstler (SBK)
- 1956 Spendhaus Reutlingen, zusammen mit Winand Victor, Gisela Bär, Dietrich Kirsch und Klaus Wrage
- 1957 Bayreuth, Übungsschule Königsallee, „Internationale Kunstausstellung 1957“, Sammelausstellung, u. a. mit Günter Anlauf, Hanna Barth, Gisela Bär, Yves Brayer, John Copnall, Johnny Friedlaender, Günther Bruno Fuchs, Herbert Kitzel, Dietrich Kirsch, Alejandro Obregón, Laxman Pai, Mario Prassinos, Sugai Kumi, Constantin Terechkovitch, Winand Victor, Ossip Zadkine
- 1958 Insel-Galerie Karlsruhe
- 1961
  - Galerie des Deutschen Bücherbundes, Karlsruhe
  - Technisches Rathaus, Tübingen
- Galerie Valentien, Stuttgart
- 1962, Galerie Kirchgasse, Zürich
- 1963
  - Galerie Dobiaschofsky, Bern
  - Galerie Kirchgasse, Zürich
- 1964 Galerie Kirchgasse, Zürich
- 1965 Einzelausstellungen in Amsterdam und Wien
- 1967
  - Galerie Dahms, Wiesbaden
  - Galerie Dobiaschofsky, Bern
- 1968
  - Musée des Beaux-Arts et d’Archéologie Joseph Déchelette, Roanne, Frankreich, zusammen mit Winand Victor und Karl Kürner
  - Chateau de Montgobert, Aisne, Picardie, zusammen mit Winand Victor und Karl Kürner
  - Galerie Kirchgasse, Zürich
- 1969 Insel-Galerie Karlsruhe
- 1970 Galerie Seifert-Binder, München
- 1975 Nationalgalerie, Ostberlin: Teilnahme an der Ausstellung "In Freundschaft verbunden"
- 1976 Spendhaus, Reutlingen
- 1980 Galerie der Stadt Paderborn 'Am Abdinghof'
- 1982
  - Städtische Galerie, Bad Oeynhausen
  - Galerie im Kolpinghaus, Stuttgart-Bad Cannstatt
- 1983 zum 80. Geburtstag
  - Rathaus Reutlingen, (letzte vom Künstler selbst eröffnete Ausstellung)
  - Galerie der Stadt Pfullingen 'Im Kloster' (letzte von Fritz Ketz selbst konzipierte Ausstellung, die jedoch posthum eröffnet wurde)
- 1984 Gustav-Lübcke-Museum, Hamm i. Westfalen
- 1985 Schloß Neuhaus, Paderborn
- 1987 Universität Bielefeld
- 1989 Galerie Schlichtenmaier, Schloss Dätzingen, Grafenau
- 1993 Galerie Schlichtenmaier, Schloss Dätzingen, Grafenau (Württemberg)
- 2002 Gustav-Lübcke-Museum, Hamm i. Westfalen
- 2007 Städtisches Museum Ludwigsburg, Fritz Ketz (1903–1983). Ein Maler zwischen den Zeiten
- 2011 Burg Lüdinghausen, Kaktus-Kulturforum Fritz Ketz, Anarchie des Schönen, Schönheit der Anarchie
- 2012 Museum Nysa (Neiße in Polen), Piękno anarchii - grafika, rysunek i malarstwo Fritza Ketza
- 2014 Fundacja Borussia (Stiftung Borussia), Dom Mendelssohna, Olsztyn (Allenstein), Fritz Ketz Rysunek Malarstwo
- 2015 Klosterkirche Pfullingen „Bilderzyklus zur Passion Jesu 1946–1948 und ausgewählte Arbeiten aus den Jahren 1942–1949“
- 2016 Galerie Eiting Pfullingen „Fritz Ketz - Ernst Eiting, Farbdialoge - zwei Maler, zwei Positionen“
- 2017 Klosterkirche Pfullingen „Kunstausstellung mit Fritz Ketz, Ernst Eiting, Maks Dannecker, Jochen Warth, Ena Lindenbauer und Manfred Bodenhöfer“
- 2018 Ev. Stadtkirche Schorndorf „Passionsausstellung mit Holzschnitten von Fritz Ketz“[15]
- 2020 Kunstmuseum Stuttgart Der Traum vom Museum „schwäbischer“ Kunst
- 2023 Gminny Ośrodek Kultury, Laseczno (Iława (Deutsch-Eylau), Warmia, Polen) "Siła wrażeń, siła wyrazu - malarza w Karasiu" ("Kraft des Eindrucks, Kraft des Ausdrucks - Ein Maler in Karrasch")
- 2024 
  - Schloss Neuhardenberg, Ausstellung zum 80. Jahrestag des Attentats auf Hitler vom 20. Juli 1944: "Nacht in Deutschland" Verfolgung-Zerstörung-Widerstand – Werke aus der Sammlung Gerhard Schneider
  - Sauerland-Museum, Arnsberg: Ausstellung "Zerrissene Träume, Expressionistische Kunst vom Aufbruch in die Moderne bis zur NS-Verfolgung"